# Leptoconops foulki
Leptoconops foulki is een muggensoort uit de familie van de knutten (Ceratopogonidae). De wetenschappelijke naam van de soort is voor het eerst geldig gepubliceerd in 1978 door Clastrier and Wirth.